# Висши училища в България
Висшите училища в България функционират въз основа на Закона за висшето образование.

## Видове висши училища
Те могат да бъдат:
- университети – със специалности в поне 3 от 4-те основни области на науката (хуманитарни, природни, обществени, технически) за всички образователни степени;
- специализирани висши училища (академии и др.) – със специалности в основна област на науката, изкуството, физическата култура и военното дело за образователни степени до доктор;
- самостоятелни колежи – обучение за образователна степен професионален бакалавър.

Несамостоятелни колежи може да има в рамките на структурата на университет или специализирано висше училище, като също провеждат обучение за образователна степен професионален бакалавър.
Народното събрание открива, преобразува, преименува и закрива висшите училища, както и на филиали и факултети, в които се извършва обучение по специалности от регулираните професии, а също утвърждава бюджетно финансиране на държавните висши училища. Министерският съвет утвърждава основните насоки на националната политика в сферата на висшето образование, открива, преобразува и закрива факултети, институти, филиали и колежи в държавните висши училища. Министърът на образованието и науката е държавният орган за осъществяване на националната политика във висшето образование, като сред функциите му е поддържането на регистър на акредитираните висши училища в страната.
Следва списък на висшите училища в България:
- акредитирани[2] и
- неакредитирани; както и на
- техни обособени структурни звена – филиали, колежи, изнесени (в други населени места) факултети и др.

За училищата без статии са дадени препратки към техните уебсайтове.

## Акредитирани висши училища
В колона „Основано“ е посочена годината на придобиване на статут на висше училище.
| Брои | Висше училище                                                        | Седалище                                              | Основано | Студенти |
| ---- | -------------------------------------------------------------------- | ----------------------------------------------------- | -------- | -------- |
| 1    | Аграрен университет                                                  | Пловдив                                               | 1945     | 3759     |
| 2    | Академия за музикално, танцово и изобразително изкуство              | Пловдив                                               | 1972     | 897      |
| 3    | Академия на МВР                                                      | София                                                 | 1969     | 1112     |
| 4    | Американски университет в България                                   | Благоевград                                           | 1991     | 1338     |
| 5    | Бургаски свободен университет                                        | Бургас                                                | 1991     | 4029     |
| 6    | Варненски свободен университет „Черноризец Храбър“                   | Варна, Смолян                                         | 1991     | 11 497   |
| 7    | Великотърновски университет „Свети свети Кирил и Методий“            | Велико Търново, Плевен, Враца, София, Пловдив, Добрич | 1963     | 11 867   |
| 8    | Висше военноморско училище „Никола Вапцаров“                         | Варна                                                 | 1942     | 2138     |
| 9    | Висше строително училище „Любен Каравелов“                           | София                                                 | 1973     | 1334     |
| 10   | Висше транспортно училище „Тодор Каблешков“                          | София                                                 | 1984     | 2114     |
| 11   | Висше училище по агробизнес и развитие на регионите                  | Пловдив; Русе, Велико Търново                         | 1992     | 6860     |
| 12   | Висше училище по застраховане и финанси                              | София                                                 | 2002     | 1171     |
| 13   | Висше училище по мениджмънт                                          | Варна; Добрич, София                                  | 1999     | 738      |
| 14   | Висше училище по телекомуникации и пощи                              | София                                                 | 1997     | 802      |
| 15   | Военна академия „Георги Раковски“                                    | София                                                 | 1912     | 384      |
| 16   | Европейско висше училище по икономика и мениджмънт                   | Пловдив                                               | 2001     | 2524     |
| 17   | Европейски политехнически университет                                | Перник                                                | 2010     | 197      |
| 18   | Икономически университет                                             | Варна                                                 | 1920     | 12 964   |
| 19   | Колеж по икономика и администрация                                   | Пловдив                                               | 2003     | 1507     |
| 20   | Колеж по мениджмънт, търговия и маркетинг                            | София                                                 | 2001     | 1415     |
| 21   | Колеж по туризъм                                                     | Благоевград                                           | 2003     |          |
| 22   | Лесотехнически университет                                           | София                                                 | 1953     | 2820     |
| 23   | Медицински университет „Професор доктор Параскев Стоянов“            | Варна; Шумен, Сливен, Велико Търново                  | 1961     | 4543     |
| 24   | Медицински университет                                               | Плевен                                                | 1974     | 1458     |
| 25   | Медицински университет                                               | Пловдив                                               | 1945     | 3963     |
| 26   | Медицински университет                                               | София; Враца, Благоевград                             | 1950     | 6531     |
| 27   | Международно висше бизнес училище                                    | Ботевград                                             | 2002     | 5783     |
| 28   | Минно-геоложки университет „Свети Иван Рилски“                       | София, Кърджали                                       | 1953     | 2594     |
| 29   | Национален военен университет „Васил Левски“                         | Велико Търново, Шумен и Долна Митрополия              | 1924     | 2388     |
| 30   | Национална академия за театрално и филмово изкуство „Кръстю Сарафов“ | София                                                 | 1948     | 540      |
| 31   | Национална музикална академия „Професор Панчо Владигеров“            | София                                                 | 1921     | 782      |
| 32   | Национална спортна академия „Васил Левски“                           | София                                                 | 1942     | 3497     |
| 33   | Национална художествена академия                                     | София                                                 | 1896     | 954      |
| 34   | Нов български университет                                            | София                                                 | 1991     | 12 379   |
| 35   | Пловдивски университет „Паисий Хилендарски“                          | Пловдив, Смолян, Кърджали                             | 1962     | 17 825   |
| 36   | Професионален колеж „Евклид“                                         | София                                                 | 2005     | 600      |
| 37   | Русенски университет „Ангел Кънчев“                                  | Русе, Силистра, Разград                               | 1945     | 9349     |
| 38   | Софийски университет „Свети Климент Охридски“                        | София                                                 | 1888     | 23 769   |
| 39   | Стопанска академия „Димитър Ценов“                                   | Свищов                                                | 1936     | 11 708   |
| 40   | Театрален колеж „Любен Гройс“                                        | София                                                 | 1991     | 39       |
| 41   | Технически университет                                               | Варна, Добрич                                         | 1963     | 6124     |
| 42   | Технически университет                                               | Габрово                                               | 1964     | 3954     |
| 43   | Технически университет                                               | София, Пловдив, Сливен                                | 1953     | 12 885   |
| 44   | Тракийски университет                                                | Стара Загора, Хасково, Ямбол                          | 1995     | 5677     |
| 45   | Университет за национално и световно стопанство                      | София, Хасково                                        | 1920     | 18 400   |
| 46   | Университет по архитектура, строителство и геодезия                  | София                                                 | 1953     | 4831     |
| 47   | Университет по библиотекознание и информационни технологии           | София                                                 | 1950     | 2528     |
| 48   | Университет по хранителни технологии                                 | Пловдив                                               | 1953     | 3182     |
| 49   | Университет „Професор доктор Асен Златаров“                          | Бургас                                                | 1963     | 4859     |
| 50   | Химикотехнологичен и металургичен университет                        | София                                                 | 1953     | 2859     |
| 51   | Шуменски университет „Епископ Константин Преславски“                 | Шумен, Добрич                                         | 1971     | 7161     |
| 52   | Югозападен университет „Неофит Рилски“                               | Благоевград                                           | 1983     | 11 986   |

## Висши училища без акредитация
| Висше училище                                       | Седалище    | Основано | Студенти |
| --------------------------------------------------- | ----------- | -------- | -------- |
| Висш ислямски институт                              | София       | 1991     |          |
| Колеж по туризъм                                    | Благоевград | 2003     | 692      |
| Франкофонски институт по администрация и управление | София       | 1996     |          |

## Обособени структурни звена
Благоевград
- Технически колеж – към Югозападния университет „Н. Рилски“

Бургас
- Колеж по туризъм – към Университета „Проф. д-р А. Златаров“
- Медицински колеж – към Университета „Проф. д-р А. Златаров“
- Технически колеж – към Университета „Проф. д-р А. Златаров“

Варна
- Колеж [4] – към Техническия университет, Варна
- Колеж по туризъм [5][6] – към Икономическия университет
- Медицински колеж [7] – към Медицинския университет „Проф. д-р П. Стоянов“, Варна
- Професионален старшински колеж – към Висшето военноморско училище „Н. Вапцаров“

Велико Търново
- Професионален сержантски колеж – към Националния военен университет „В. Левски“
- Филиал – на Висшето училище по агробизнес и развитие на регионите, Пловдив

Враца
- Педагогически колеж [8] – към Великотърновския университет „Св. св. Кирил и Методий“
- Филиал [9] – на Медицинския университет, София

Добрич
- Добруджански технологичен колеж [10] – към Техническия университет, Варна
- Колеж [11] – към Шуменския университет „Еп. К. Преславски“

Долна Митрополия
- Факултет „Авиационен“ – на Националния военен университет „В. Левски“

Кърджали
- Филиал [12] – на Минно-геоложкия университет „Св. Иван Рилски“
- Филиал „Любен Каравелов“ – на Пловдивския университет „П. Хилендарски“

Ловеч
- Технически колеж [13] – към Техническия университет, Габрово

Плевен
- Медицински колеж [14] – към Медицинския университет, Плевен

Пловдив
- Медицински колеж [15] – към Медицинския университет, Пловдив
- Филиал – на Техническия университет, София

Разград
- Филиал [16] – на Русенския университет „А. Кънчев“

Русе
- Медицински колеж [17] – към Медицинския университет, Плевен
- Филиал – на Висшето училище по агробизнес и развитие на регионите, Пловдив

Силистра
- Филиал [18] – на Русенския университет „А. Кънчев“

Сливен
- Инженерно-педагогически факултет [19][20] – на Техническия университет, София
- Колеж [21] – към Техническия университет, София

Смолян
- Технически колеж [22] – към Пловдивския университет „П. Хилендарски“
- Филиал [23] – на Варненския свободен университет „Ч. Храбър“
- Филиал [24] – на Пловдивския университет „П. Хилендарски“

София
- Колеж по строителство [25] – към Висшето строително училище „Л. Каравелов“
- Медицински колеж „Йорданка Филаретова“ [26] – към Медицинския университет, София
- Стопански колеж [27] – към Университета за национално и световно стопанство
- Транспортен колеж [28] – към Висшето транспортно училище „Т. Каблешков“
- Център за образование и култура „Илиев“ [29] – към Американския университет в България

Стара Загора
- Българо-германски аграрен колеж [30] – към Тракийския университет
- Медицински колеж [31] – към Тракийския университет

Хасково
- Филиал – на Тракийския университет
- Филиал „Икономика и управление“ [32] – на Университета за национално и световно стопанство

Шумен
- Факултет „Артилерия, ПВО и КИС“ – на Националния военен университет „В. Левски“

Ямбол
- Факултет „Техника и технологии“ – на Тракийския университет

## Висши училища в проект
С решение на Народното събрание от 30 януари 2013 г. се открива филиал в Сливен на Варненския медицински университет „Проф. П. Стоянов“ (Медицинският колеж на Тракийския университет е бил закрит през 2007 г.). Ръководството на ВУЗа възнамерява да открие филиали също и в Добрич и Шумен.
Общинският съвет на Видин е подкрепил откриването в града на филиал на Русенския университет „А. Кънчев“.